# Герасим (Сафирин)
Епи́скоп Гера́сим (рум. Episcopul Gherasim, в миру Георге Сафирин, рум. Gheorghe Safirin; октября 1849, Изворэлу, жудец Мехединци — 14 февраля 1922, скит Фрэсиней, жудец Вылча) — епископ Румынской православной церкви, епископ Романский; преподаватель и общественно-политический деятель.
Первоначально он был школьным учителем, но почувствовал влечение к монастырской жизни и принял сан в 1873 году, став диаконом в следующем году. Его вторая карьера была связана с преподаванием в семинарии, прикреплённой к Романской епархии, где, будучи директором, он также организовал кампанию за прозрачность и реформы. В конце концов он был низложен, но все ещё оставался викарием в течение двух отдельных периодов. Переводчик, полемист и композитор церковной музыки, он в конце концов был избран епископом Риманским в 1900 году, а в 1909 году стал предполагаемым кандидатом на пост митрополита. Он проиграл последнюю гонку Афанасию (Миронеску). Герасим (Сафирин) оказался в центре скандала, связанного с атрибутикой румынского Синода. Он возражал против секуляристской программы национал-либералов и уступок Афанасия в этом отношении. В 1910 году он издал анафему против своих соперников, затем отказался от неё, в конце концов подав в суд на Афанасия в Синод. Его дело было поддержано коалицией традиционалистских прихожан, католических наблюдателей и членов оппозиционной Консервативной партии. Последняя группа отказалась от своей поддержки после прихода к власти в 1911 году, и епископ Герасим остался более уязвимым. В конце концов Синод снял с Афанасия все обвинения, но заставил и Герасима и Афанасия подать в отставку. Епископ Герасим сопротивлялся принуждению, а затем покинул страну. Он вернулся в 1913 году, но не смог получить для себя римское епископство и в конце концов удалился во Фресинейский монастырь. Его запомнили как противоречивую фигуру: упрямого до душевного расстройства, с редкой склонностью к политике.

## Биография
Родился в октябре 1849 годы в Изворелу, жудец Мехединци. Был сыном греко-румынского мужчины и его румынской жены (или, по разным слухам, любовницы). Он учился в Национальном колледже Кароля I в Крайове, который окончил в 1870 году со степенью бакалавра по литературе и естественным наукам. С 1870 по 1873 год он был одновременно учителем французского языка и директором гимназии в Тыргу-Жиу, но взял академический отпуск, чтобы жить на Афоне. Сам он был пострижен в монашество в Монастыре Тисмана в 1873 году, несмотря на отсутствие формальных требований к этой должности, включая окончание семинарии.
В конце концов, в 1874 году Георге Сафирин был рукоположен в сан диакона, после чего служил в Романской епархии. Он также возобновил свою преподавательскую деятельность, в чём его поддерживал епископ Афанасий (Стойнеску) и его бывшие ученики. С 1875 по 1889 год он преподавал мораль, литургику и пастырское богословие в Семинарии в Рымнику-Вылче. Он начал собирать старые книги для библиотеки Синода Румынской православной церкви, а в 1877 году перевёз сотни книг из Монастыря Хорезу в Бухарест.
В 1878 году он стал священником, а также директором семинарии. Иеромонах Герасим (Сафирин), который использовал свою зарплату, чтобы спонсировать дальнейшее обучение своих выпускников богословию, обвинил своего предшественника в коррупции. В то время он усыновил Константина Кирическу, студента-сироту из Топешти, который позже стал главой церковной типографии. Его работа в качестве директора также привела его к написанию и публикации Типикона для начинающих священников (1878; второе издание 1897) и диссертации 1885 года о монашестве: «Монахи — слава Церкви Христовой» (Monahii sunt gloria Bisericei lui Hristos). В тот же период он проявил себя как антикатолический полемист, переведя «La papauté hérétique» архимандрита Владимира (Гетте) (1885).
В этот период он столкнулся с профессорами, многие из которых были им уволены. Они обвинили директора в том, что он терпимо относится к гомосексуализму на территории школы и преследует обездоленную женщину. После смерти своего покровителя Стоунеску он был окончательно уволен Дмитре Стурдзой, министром образования и религиозных дел. В том же году он опубликовал в Рымнику-Вылча брошюру, в которой он изложил свою защиту (и которую он подписал как «Герасим Саффирину»). Архимандрит с 1888 года, Герасим (Сафирин) был викарием (arhimandrit de scaun) в Рымнике с 1889 по 1890 год.
В течение следующих четырёх лет, уже в свои сорок лет, он учился на богословском факультете Национального университета в Афинах, Греция, получив степень лиценциата. Зарегистрировавшись под именем Герасимоса Саффириноса, он представлялся своим учителям пылким грекофилом. Сафирин также просил, чтобы его экзаменовали раньше других студентов: в то время ему было обещано место в Синоде, и он не хотел упускать такой возможности. Профессора отказались сделать это без явного разрешения румынского митрополита Иосифа (Георгиана), который отказался его предоставить. Архимандрит Герасим вернулся домой в 1894 году и до 1899 года снова работал в Романской семинарии, на этот раз преподавателем латыни.
24 мая 1899 года был избран викарным епископом Рымникской епархии с титулом «Крайовский», и был рукоположен 6 июля того же года. 17 февраля 1900 года он был избран епископом Романским, а 27 февраля того же года состоялась его интронизация. По словам его апологета Константин Чернэяну, с первых лет своего пребывания на этом посту Епископ Герасим подавлял коррупцию священников и вторжения политической власти. Он также был членом румынского Сената ex officio, но, как отмечает Черняну, держался на расстоянии от других церковных сенаторов, которых он считал недостойными. В то время его приемный сын также был подвергнут правительственному расследованию и отстранён от должности.
По словам католического юриста Теодориана Карады, епископ Герасим уже не нравился правящим национал-либералам, когда в январе 1909 года умер митрополит Иосиф. По этой причине его не заметили на выборах, и преемником митрополита Иосифа 5 февраля того же года стал епископ Афанасий (Миронеску). Вскоре Епископ Герасим начал критиковать руководство Румынской православной церкви, когда Синод учредил консисторию под гражданским надзором и частично под контролем Министерства просвещения и религиозных дел. Новое положение «широко рассматривалось как слишком снисходительное, позволяя любому румыну быть возможным кандидатом в церковную иерархию. […] учреждение Высшей Церковной консистории было направлено на сближение интересов низшего духовенства с решениями церковной иерархии». Первоначально епископ Герасим предложил, чтобы консистории была разрешена только консультативная роль, и занял позицию в своих выступлениях на Сенатской трибуне. Когда Синод не отменил своего решения, епископ Герасим оставил прения и, сославшись в свою защиту на «основные законы христианской православной церкви», призвал анафему (afurisenie) на Синод и митрополита Афанасия. Последний, как отметил сам епископ Герасим, был противником секуляризации в годы своего пребывания на посту епископа Рымникского.
Синод проголосовал за то, чтобы отменить анафему как незаконную. Примечательно, что епископ Афанасий председательствовал на сессиях, на которых с него были сняты обвинения, а епископа Герасима попросили вернуться к дискуссии, иначе последний рисковал лишиться своей кафдеры. Скандал, разожжённый секуляристски настроенным министром образования Спиру Харетом, был погашен в январе 1910 года, когда епископ Герасим сам снял анафему. Возмущённый епископ Герасим вскоре заметил, что митрополит не прислушался к его совету пересмотреть закон на предмет возможных признаков ереси. 16 мая он подал официальную жалобу на Афанасия в синодальный суд. Другие священнослужители также присоединились к нему в качестве истцов, добавив свои обвинения. К тому времени, когда начался официальный судебный процесс 20 мая, Афанасий также был обвинен в плагиате, грехах плоти и в сговоре с католиками, такими как Теодориан-Карада.
В ответ сторонники митрополита Афанасия напали на Сафирина за его сомнительное происхождение и якобы невменяемость. В то время как последнее обвинение было главным образом основано на прочтении его самодиагностики как «теоманиака», церковный историк Киприан-Мариус Сирбу утверждает, что публичные заявления Сафирина были «пограничными патологическими». Он предполагает, что после переезда в Рим Сафирин ревновал Геннадия Георгеску, титульного епископа Рамнича. Однако Сырбу также пишет, что консистория, как «двойник Синода», была «антиканонической».
Скандал перерос в политическую и культурную борьбу. В то время как митрополит был поддержан Харетом и его национал-либералами, дело Сафирина было поддержано Консервативной партией, которая пришла к власти при Петре Карпе. Консервативные христиане того времени выражали надежду, что Карп произведет «моральное возрождение» церкви и отменит спорную работу Харета. В про-Сафиринский лагерь входили, наряду с Черняну, общественные интеллектуалы, такие как Константин Радулеску-Мотру, Эракли Стерьян и Мирча Деметриаде, а также священнослужители, такие как Юлий (Скрибан) и Илие (Иларие) Теодореску; по сообщениям, только один последователь был сам епископом: Конон (Арэмеску-Донич). Националистический историк и публицист Николае Йорга также агитировал за антисекуляристов, пока он внезапно не перешёл на другую сторону вместе с большей частью самой консервативной партии. Судебный процесс также заинтересовал румынские общины Австро-Венгрии, где многие консерваторы Национальной партии встали на сторону Сафирина, как и Лазарь Герман, Димитрий Дан и другие священнослужители Буковинской митрополии.
По словам Сырбу, скандал также был использован многочисленными противниками митрополита, в том числе католическими миссионерами, а также православными священниками, расследовавшими дело о коррупции. Этот вопрос действительно привлёк внимание в католическом мире: по словам обозревателя Жана-Мари Эхоса Д’Ориента, скандал разделил румынское Православие на две Церкви — истинно православную, возглавляемую епископом Герасимом, и «пресвитерианскую», возглавляемую митрополитом Афанасием. Хотя его собственная переписка с Афанасием была центральной частью судебного процесса, в 1937 году Теодориан-Карада признал, что он поддерживал Сафирина, и что он и Кирическу вели свою битву с Харетом «через епископа Римананского». Однако он отрицает, что местная Римско-Католическая Церковь имела какое-либо отношение к этому делу: "архиепископ Нетцхаммер не раз советовал мне отказаться от борьбы. То же самое и с Владимиром Гикой. Как он отмечает, Харет приложил все усилия, чтобы самому не иметь дела с этим скандалом, и испытал облегчение, когда в декабре 1910 года к власти пришел кабинет Карпа. Как новый министр образования, Константин Арион требовал скорейшего решения.
Оживленный и продолжительный судебный процесс включал в себя «оскорбления и угрозы в отношении [свидетелей], изменения показаний, отлучение священников от церкви, жестокие аресты, покушения на убийство и угрозы самоубийства». Актриса и домохозяйка были вызваны для дачи показаний, были ли они любовницами митрополита, в то время как Кирическу предъявил в качестве доказательства письмо, в котором митрополит Афанасий, по-видимому, просил противоядия. Среди тех, кто отказался от своих показаний более очевидным образом, был Нифон (Никулеску), который, будучи епископом Нижнего Дуная, также занимал место в самом Синоде. Пресса утверждала, что его перемена была вызвана правительственной поддержкой. 20 июня 1911 года Синод предоставил сторонам последний шанс снять свои обвинения; обе стороны отказались. Синод также предложил обоим епископам подписать прошение об отставке и одновременно освободить свои места. Подстрекаемый Кирическу, Сафирин отказался — он боялся, что Арион готовит ему ловушку.
24 июня Синод низложил епископа Герасима за клеветнические обвинения, выдвинутые им против митрополита Афанасия. Этот исход был нетерпеливо ожидаемым, но в значительной степени предсказуемым—несколькими днями ранее спекуляции на эту тему всплыли в Диминеце ежедневно; левая Факла обсуждала судебный процесс как «пародию». Тем не менее через несколько дней митрополит подал прошение об отставке. Хотя он и утверждал, что действовал в соответствии со своим горем из—за скандала, возникли предположения, что он был втянут в него-либо из-за раскачивающегося политического консенсуса, либо, более конкретно, из-за негодования Ариона. К октябрю законы об избрании епископов были переписаны в непротиворечивой форме: «митрополиты могли быть избраны только из епископов, а епископы могли быть избраны из любого члена румынского духовенства. […] конфликт, начатый епископом Герасимом Саффирином […] указывало на то, что в церкви были люди, неудовлетворенные её ролью в обществе».
Поначалу Сафирин принял вынесенный ему приговор и удалился к Роману, ожидая замены. Его отношение изменилось, и Теодориан-Карада и Черняну настаивали на том, что он должен оказать пассивное сопротивление—план состоял в том, что симпатизирующая третья партия, консерваторы-демократы, сформирует правительство и восстановит его на прежнем месте. Затем низложенный епископ выступил с заявлением против Синода, отметив, что он не имеет права низложить его, не предав анафеме. Он также утверждал, что в силу румынских законов он несменяем со своего места в Сенате, а следовательно, и с места епископа. Он направил письмо протеста королю Каролю I и обнародовал свою позицию в нескольких брошюрах и сборниках документов, некоторые из которых все ещё были напечатаны в 1912 году.
По разным сведениям, полиция была вызвана для налета на его епископский дворец, и его вывели из Рима под вооруженной охраной. Феодориан-Карада утверждает, что Сафирин оставался епископом «столько, сколько хотел», и ушел только по собственной воле, «потому что устал». Согласно подробному отчету мемуариста Константина Бакалбаши, прокурор Антон Арион фактически приказал Сафирину освободить здание и вёл с ним переговоры в течение нескольких часов, пока епископ не признал поражение. Примерно в то же самое время Кирическу уволили с учительской работы, его донос сочли актом шантажа.
Летом 1912 года Сафирин эмигрировал в Австро-Венгрию и поселился в Брашове. Его епископское кресло занял епископ Каллист (Яломитяну). По словам Черняну, епископ Герасим остался без средств к существованию, «голодный и бездомный», но в 1913 году ему была назначена пенсия под вымышленным предлогом, что он добровольно ушёл со своего поста. Также в 1913 году консерватор-демократ Таке Ионеску, и простое большинство правящей коалиции, предлагали назначить его вожделенным епископом Рымникским, но весь Синод пригрозил уйти в отставку в знак протеста. Со своей стороны, епископ Герасим отказался от предложения, поступившего от короля Кароля, стать настоятелем образцового монастыря.
В начале мая 1914 года Сафирин вернулся в Рим вместе с Черняну и возобновил скромное существование в качестве переводчика церковной литературы с греческого языка. В конце концов он удалился в район к северу от Бейле Олэнешти, в монастырь Фресинеи (который он восстановил во время своего епископства), и прожил там всю оставшуюся жизнь. Последние годы своей жизни он посвятил сочинению Псалтыри и, будучи ещё студентом церковной литературы и исихазма, получил машинописный экземпляр «Добротолюбия». Эта рукопись позже была сохранена Думитру Стэнилоае и, возможно, использовалась в качестве справочного материала для его собственного издания Добротолюбия.
Епископ Герасим умер 14 февраля 1922 года. Епископ Виссарион (Пую), присутствовавший при его кончине, утверждал, что он «скончался как святой человек». Он был похоронен на монастырской земле, и его могилу позже посетил кающийся Афанасий. По словам Сырбу, его случай остается в истории как один из немногих, когда румынский епископ открыто нападал на румынские правительственные структуры, проверяя таким образом пределы политической вовлеченности священнослужителя. Теодориан-Карада описывал своего друга, «епископа Саффирину», как «чересчур ревностного монаха, с мышлением, возможно, более иудейским, чем христианским, но тем не менее человека».